# 47-ма армія (СРСР)
Со́рок сьо́ма а́рмія (47 А) — загальновійськова армія у складі Збройних сил СРСР під час Німецько-радянської війни з 1 серпня 1941 по 5 лютого 1946.

## Командування
- Командувачі:
  - генерал-майор Новиков В. В. (липень — жовтень 1941);
  - генерал-майор Баронов К. Ф. (жовтень 1941 — лютий 1942);
  - генерал-лейтенант Черняк С. І. (лютий 1942);
  - генерал-майор Колганов К. С. (лютий — травень 1942);
  - генерал-майор Котов Г. П. (травень — вересень 1942);
  - генерал-майор Гречко А. А. (вересень — жовтень 1942);
  - генерал-лейтенант Камков Ф. В. (жовтень 1942 — січень 1943);
  - генерал-лейтенант Леселідзе К. М. (січень — березень 1943);
  - генерал-майор Рижов О. І. (березень — липень 1943);
  - генерал-майор Козлов П. М. (липень — серпень 1943);
  - генерал-лейтенант Корзун П. П. (серпень — вересень 1943);
  - генерал-лейтенант Жмаченко П. Ф. (вересень — жовтень 1943);
  - генерал-лейтенант Поленов В. С. (жовтень 1943 — травень 1944);
  - генерал-лейтенант Гусєв М. І. (травень — листопад 1944);
  - генерал-майор, з січня 1945 генерал-лейтенант Перхорович Ф. Й. (листопад 1944 — до кінця війни).